# Dreifaltigkeitskirche (Reinheim)

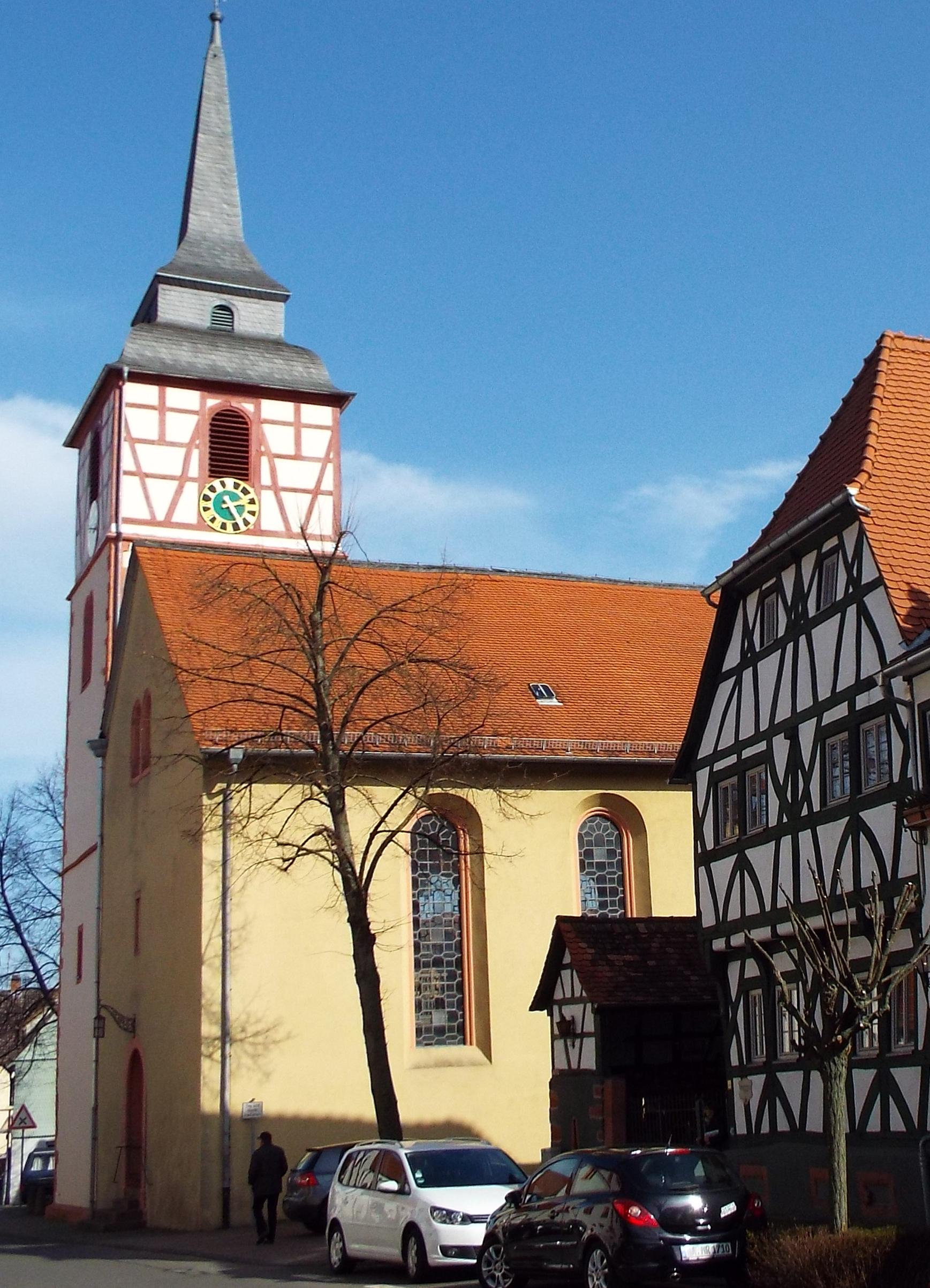
Dreifaltigkeitskirche (Reinheim)

Die Evangelische Dreifaltigkeitskirche ist ein denkmalgeschütztes Kirchengebäude, das in Reinheim steht, einer Gemeinde im Landkreis Darmstadt-Dieburg in Hessen. Die Kirchengemeinde gehört zum Dekanat Vorderer Odenwald in der Propstei Starkenburg der Evangelischen Kirche in Hessen und Nassau.

## Geschichte und Architektur
Die nach einem Entwurf von Jakob Wustmann erbaute Saalkirche steht an der Stelle einer Hofreite, die 1610 der Gemeinde geschenkt wurde. Sie steht zur Kirchstraße giebelständig. Seitlich neben dem Giebel zur Kirchstraße wurde der quadratische Kirchturm gestellt. Sein oberstes Geschoss aus Holzfachwerk beherbergt die Turmuhr und den Glockenstuhl, in dem zwei 1659 gegossene Kirchenglocken hängen, dazu die Ave Maria-Glocke aus dem 14. Jahrhundert und zwei Glocken aus dem Jahr 1956. Seine Haube wird von einem hohen Pyramidendach bekrönt. Im Jahr 2020 wurde der Turm verschiefert.
Nach der Zerstörung im Dreißigjährigen Krieg und Verfall wurde 1856 die Kirche mit Ausnahme des Kirchturms bis auf die Grundmauer abgetragen und wiederaufgebaut. Der ehemals eingezogene, dreiseitig abgeschlossene Chor im Süden erhielt beim Wiederaufbau die Breite des Kirchenschiffs.

## Ausstattung
Die Kirchenausstattung stammt zum Teil aus der 1811 abgetragenen Nikolaus-Kirche auf dem Friedhof. Eindrucksvoll sind die beiden aus Lindenholz geschaffenen Gestalten des Johannes des Täufers und des Nikolaus von Myra, die in der Reinheimer Dreifaltigkeitskirche auf Konsolen an der Ostwand stehen. Sie stammen vom „Meister von Reinheim“, einem unbekannten Künstler aus der Zeit um 1500 bis 1520. An drei Seiten des Kirchenschiffs befinden sich Emporen. 